# JEF United Ichihara Chiba
JEF United Ichihara Chiba (ジェフユナイテッド市原・千葉 Jefu Yunaiteddo Ichihara Chiba?) es un equipo de fútbol profesional japonés que juega en la J2 League. Anteriormente fue conocido como JEF United Ichihara, hasta que el 1 de febrero de 2005 el club cambió de nombre al actual cuando Chiba se unió a Ichihara como localía del equipo en el 2003.
El club fue uno de los fundadores de la Japan Soccer League (JSL) en 1965 (los "Original 8"), y hasta 2009, fue el único equipo japonés que nunca había sido descendido de la máxima categoría japonesa (primero en la JSL y después en la J1 League), condición que ostentaba desde 1965.
El nombre JEF es una abreviación de las dos empresas patrocinadoras cuando el equipo ingresó en el campeonato profesional: JR East y Furukawa Electric. En ocasiones también figura como JEF United Chiba (ジェフユナイテッド千葉 Jefu Yunaiteddo Chiba?) o JEF Chiba (ジェフ千葉 Jefu Chiba?).

## Historia

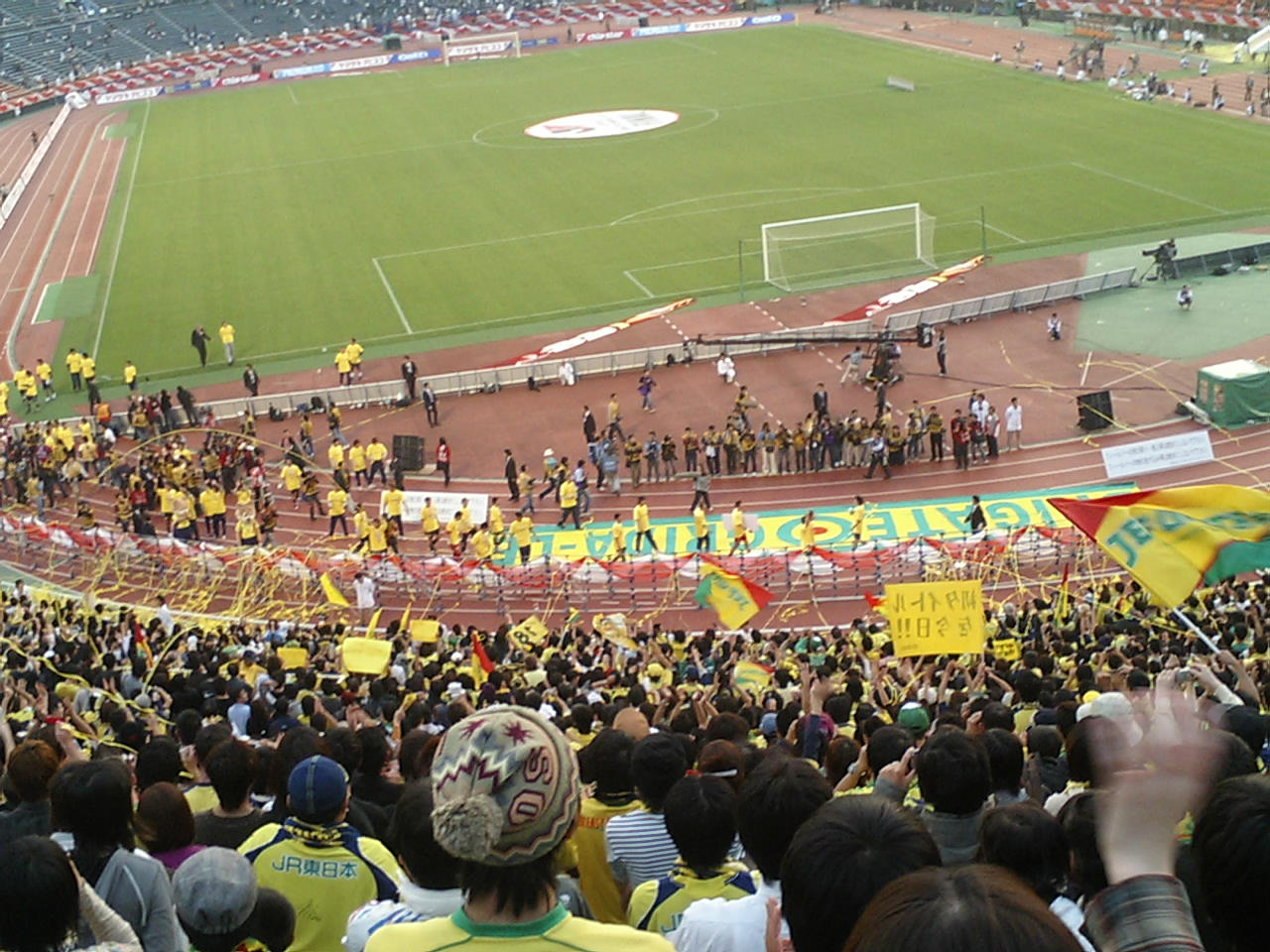
Afición de JEF United durante la final de 2005 de la Copa J. League.

### Furukawa Electric SC (1946-1991)
El club fue fundado en 1946 como el equipo de fútbol de la empresa Furukawa Electric SC, y se convirtió en uno de los principales conjuntos de este deporte en su país con cuatro Copas del Emperador, dos campeonatos y una Copa de Clubes de Asia (siendo así el primer equipo japonés en ganar la presea continental).

### JEF United Ichihara (1992-2004)
Con la aparición de la J. League, Furukawa quería pasarse al profesionalismo, pero ante la falta de dinero recurrió a un nuevo patrocinador, la empresa de ferrocarril JR East. El equipo pasó a llamarse JEF United en referencia a sus dos patrocinadores (Japan Railway East y Furukawa), e ingresó como uno de los clubes fundadores en la temporada 1993.
Las primeras temporadas del equipo resultaron flojas, a pesar de contar con internacionales como Pierre Littbarski o Nenad Maslovar, y la asistencia al campo fue una de las menores de la liga con una cifra inferior a los 15.000 espectadores. Pero durante esos años comenzaron a forjarse canteranos y futuros internacionales japoneses como Shōji Jō, por lo que la línea seguida por el club pasó por reforzar las divisiones inferiores. Una prueba de ello es la creación del equipo de reservas, que juega en la semiprofesional JFL.
En 2001 JEF United comenzó a realizar buenas campañas gracias a la llegada de varios entrenadores procedentes de Europa del Este como Zdenko Veredenik, Josed Venglos y el más importante: Ivica Osim.

### JEF United Chiba (2005-actualidad)
Desde entonces, el JEF United pasó a la lucha por todas las competiciones, que culminó con la victoria en 2005 de la Copa J. League. Para lograr un interés mayor del público, se trasladó al estadio Fukuda Arena de la ciudad de Chiba.
En 2008 Alex Miller, asistente de Rafa Benítez en el Liverpool, fichó por "los perros" como su técnico. Por otra parte, el patrocinador principal pasó a ser la empresa Fuji Electric. Pero un año después, el equipo descendió por primera vez a la J2 al terminar en última posición, con lo que se acaban 44 temporadas de fútbol en la máxima categoría nipona.

## Estadio
JEF United disputa sus partidos como local en el Fukuda Denshi Arena con capacidad para 19.781 personas, césped natural y uso exclusivo para partidos de fútbol, por lo que la afición está más pegada al terreno de juego. Es uno de los pocos campos de la J. League que presenta estas características, y podría equipararse en ese aspecto a otros como el Estadio de Kashima.
El otro campo es el Estadio Rinkai de Ichihara, con capacidad para 15.000 personas y pista de atletismo, el cual fue el estadio local durante 1993 y 2005, cuando se inauguró el Fukuda Denshi Arena, actualmente lo utiliza para el equipo de reservas.

## Palmarés
En negrita las competiciones vigentes. En cursiva los logros conseguidos como JR East Furukawa.
| Competición nacional             | Títulos                | Subcampeonatos |
| -------------------------------- | ---------------------- | -------------- |
| Japan Soccer League Div. 1 (2/1) | 1976, 1985-86          | 1967           |
| Copa del Emperador (4/2)         | 1960, 1961, 1964, 1976 | 1962, 1984     |
| Copa J. League (2/1)             | 2005, 2006             | 1998           |
| Supercopa de Japón (1/0)         | 1977                   |                |
| Copa Japan Soccer League (3/2)   | 1977, 1982, 1986       | 1979, 1990     |

| Competición internacional       | Títulos | Subcampeonatos |
| ------------------------------- | ------- | -------------- |
| Copa de Campeones de Asia (1/0) | 1986    |                |
| Copa Afroasiática (0/1)         |         | 1987           |

## Jugadores

### Jugadores en préstamo
| Prestados |       |     |                  |         |                   |
| 48        | JPN ! | DEF | Soshiro Tanida   | 20 años | Kagoshima United  |
|           | JPN ! | DEF | Shuntaro Yaguchi | 20 años | Okinawa SV        |
|           | JPN ! | DEL | Hiiro Komori     | 25 años | Sint-Truidense    |
|           | JPN ! | DEL | Ryuta Shimmyo    | 21 años | FC Tiamo Hirakata |

### Jugadores destacados
| Japón - Yuki Abe - Takayuki Chano - Toshiya Fujita - Naotake Hanyu - Nozomi Hiroyama - Shoji Jo - Naoya Kondo - Shu Kurata - Teruaki Kurobe - Seiichiro Maki - Tadatoshi Masuda - Koki Mizuno - Shigeyoshi Mochizuki - Takayuki Morimoto - Shinji Murai - Kazuki Nagasawa - Eisuke Nakanishi - Takafumi Ogura - Tomoyuki Sakai - Yuji Sakakura - Hisato Sato - Yuto Sato - Takayuki Suzuki - Nobuhiro Takeda - Koki Yonekura - Hisataka Fujikawa - Kenji Yamamoto - Kazuya Igarashi - Mitsuki Ichihara |  | AFC - Matthew Bingley - Jason Geria - Mark Milligan - An Byong-jun - Kim Dae-eui - Choi Yong-Soo CAF - Owusu Benson OFC - Wynton Rufer |  | UEFA - Mario Haas - Edin Mujčin - Mirko Hrgović - Ilian Stoyanov - Ivan Hašek - Pavel Řehák - Pierre Littbarski - Frank Ordenewitz - Gabriel Popescu - Nenad Maslovar - Peter Bosz - Rade Bogdanovic - Nenad Đorđević - Ľubomír Moravčík - Željko Milinovič - Nejc Pečnik |  | Conmebol - Kléber - Eduardo Aranda - Joaquín Larrivey |  |

## Entrenadores
| Nombre                | Nac.                 | Tiempo    |
| --------------------- | -------------------- | --------- |
| Yoshikazu Nagai       | Japón                | 1992-1994 |
| Eijyun Kiyokumo       | Japón                | 1994-1995 |
| Yasuhiko Okudera      | Japón                | 1996      |
| Jan Versleijen        | Países Bajos         | 1997-1998 |
| Gert Engels           | Alemania             | 1999      |
| Nicolae Zamfir        | Rumania              | 1999-2000 |
| Sugao Kambe           | Japón                | 2000      |
| Zdenko Verdenik       | Eslovenia            | 2000-2001 |
| Sugao Kambe           | Japón                | 2001      |
| Jozef Vengloš         | Eslovaquia           | 2002      |
| Ivica Osim            | Bosnia y Herzegovina | 2003-2006 |
| Amar Osim             | Bosnia y Herzegovina | 2006-2007 |
| Josip Kuže            | Croacia              | 2008      |
| Shigeo Sawairi        | Japón                | 2008      |
| Alex Miller           | Escocia              | 2008-2009 |
| Atsuhiko Ejiri        | Japón                | 2009-2010 |
| Dwight Lodeweges      | Países Bajos         | 2011      |
| Sugao Kambe           | Japón                | 2011      |
| Takashi Kiyama        | Japón                | 2012      |
| Jun Suzuki            | Japón                | 2013-2014 |
| Kazuo Saito           | Japón                | 2014      |
| Takashi Sekizuka      | Japón                | 2014-2016 |
| Shigetoshi Hasebe     | Japón                | 2016      |
| Juan Eduardo Esnáider | Argentina            | 2017-     |

## Rivalidades
Derbi de Chiba

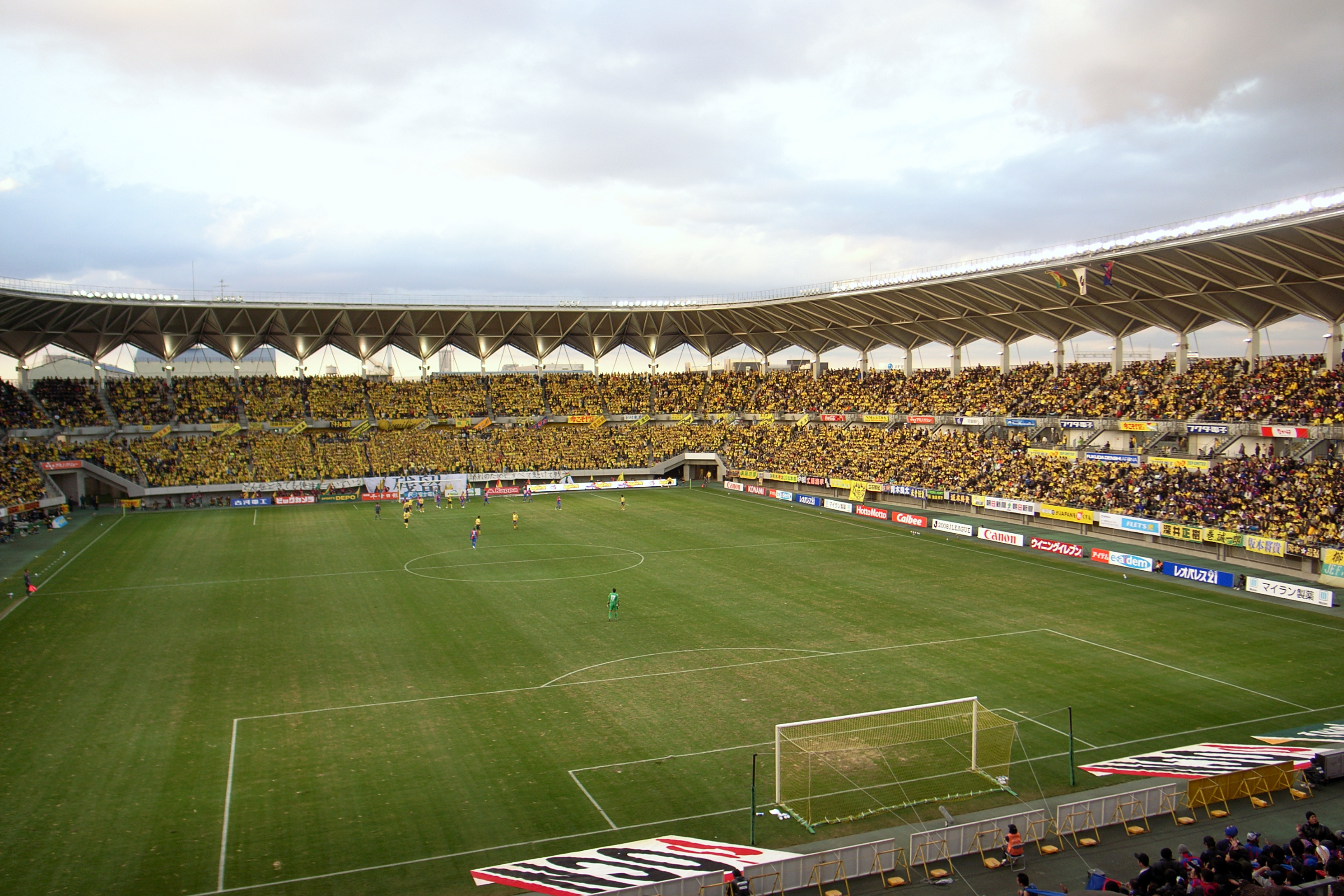
Fukuda Denshi Arena durante un partido de la J. League.

Este derbi enfrenta a los dos equipos más importantes de la prefectura de Chiba, el Kashiwa Reysol y el JEF United Chiba. El primero enfrentamiento fue en 1941 en la antigua liga regional de Kanto, como el partido entre Hitachi SC y Furukawa Electric SC. Desde entonces, los dos equipos siempre han disputado en la misma categoría: All Japan Works Football Championship (1948-1964), JSL (1965-1992) y J. League (1993-actualidad). Los dos equipos se disputan anualmente la Chibagin Cup (i.e., Copa Chiba Bank), un torneo amistoso de pretemporada celebrado desde 1995.
Marunouchi Gosanke
Durante los años de la JSL, Mitsubishi (actual Urawa Reds), Furukawa (actual JEF United Chiba) y Hitachi (actual Kashiwa Reysol) eran los principales rivales. Debido a la sede de sus antiguas sociedades matrices, todos basados en Marunouchi, Tokio, los tres clubes eran conocidos como Marunouchi Gosanke (丸の内御三家, "los tres grandes de Marunouchi") y los partidos entre ellos eran conocidos como los derbis de Marunouchi.